# 衣掛山
衣掛山（きぬかけやま）は、福井県敦賀市にあり、岩籠山の北尾根最北端に位置する低山である。

## 概要
衣掛山の北東は、近世における交通の要衝である道口(みちのくち)であり、西近江路から、敦賀、若狭、木ノ芽峠の三方面の分岐点となっている。現在においても、衣掛山麓の笙の川沿いは、滋賀県から敦賀市街に出る要路であり、国道8号、JR北陸本線が通っている。衣掛山には、鉄道ファンにはよく知られたJR北陸本線の上り線の鳩原ループ線があり、また2014年に開通した舞鶴若狭自動車道の敦賀衣掛大橋が、北陸本線、国道8号、笙の川、送電線鉄塔をまたいで、山腹を貫いている。

## 登山
登山道は、舞鶴若狭自動車道の敦賀衣掛大橋の下をくぐるルートとなっている。この道は、2003年に中郷地区の子ども会が中心となり整備した登山道である。標高181mの低山であり、30分程度で登頂できる。衣掛山から南側の尾根沿いにも山道は続いており、224.7mに四等三角点(基準点名「堂」)、さらに373.7mに三等三角点(基準点名「岩篭」)がある。さらに南進すると、岩籠山、夕暮山方面である。

## 伝承
山名の由来となっている源義経の言い伝えがある。義経一行が奥州に落ちのびる際、近江から敦賀へ北上しようと三ノ口（現在の敦賀市道口）手前に差し掛かったが、すでに関所が設けられ、越えることが容易でない状況であった。そこへ三ノ口村の美尾屋十郎が出迎え、抜け道への案内を申し出た。村外れの雁山の道無き道を抜け、ようやく、川向うに美尾屋の屋敷が見えるところまでたどりついた。義経は、一息入れ、汗を拭おうと、衣を松の木に掛けた。その後、美尾屋に逗留し、出立するとき、「きぬかけし松おもおも江そのむかし　花とは若葉のみどりなりけり」と詠み、色紙に残した。また、「困ったときに開けよ」と言って、お礼に箱を手渡した。このような経緯で、雁山は衣掛山と呼ばれるようになり、当時の関所跡は関ヶ谷の地名で残った。また、箱は開けずの箱として禅源寺に伝わるという。

## ギャラリー

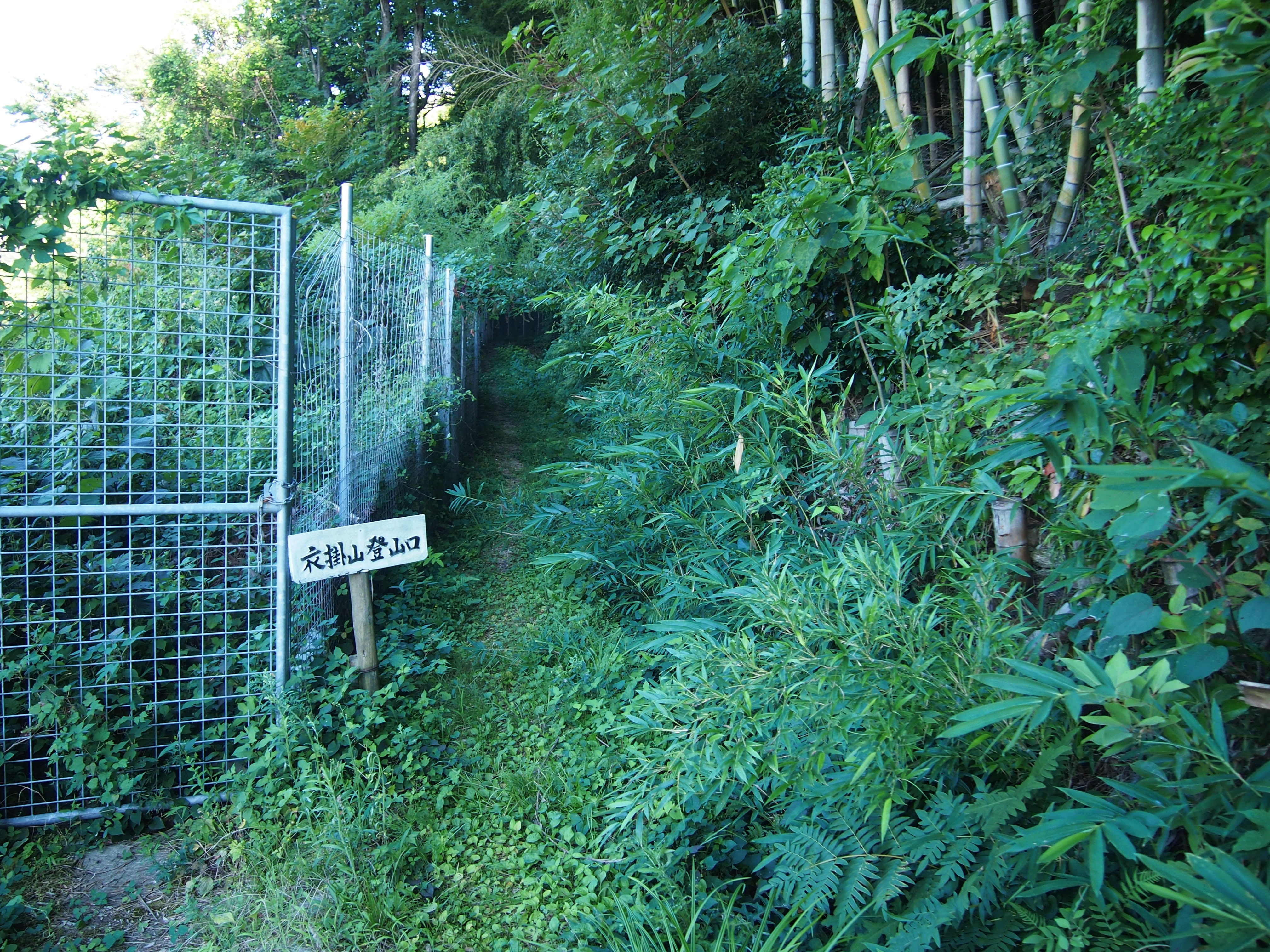
衣掛山登山口北緯35度37分21.2秒 東経136度4分21.0秒 / 北緯35.622556度 東経136.072500度
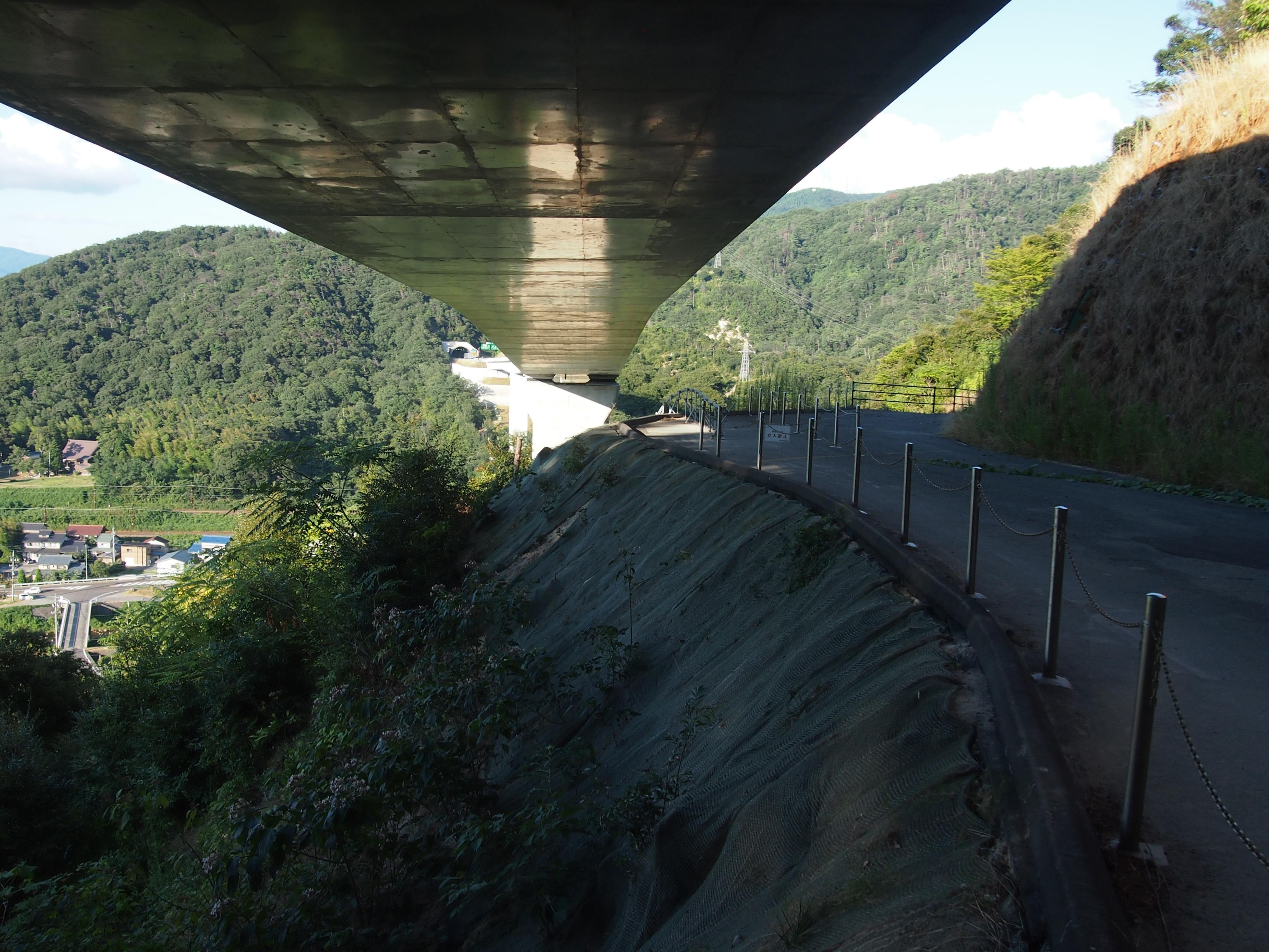
敦賀衣掛大橋の真下
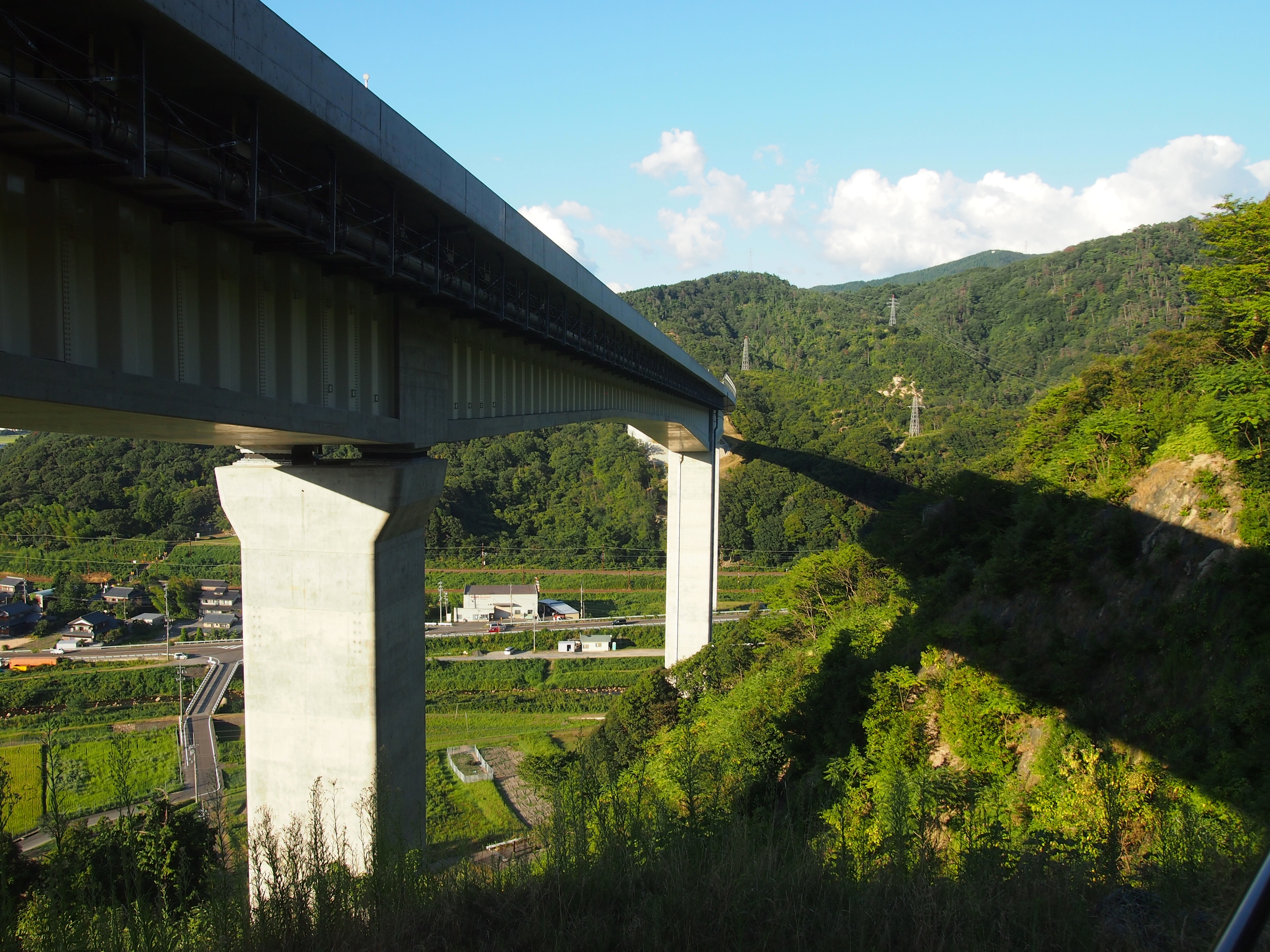
衣掛山登山道から見た敦賀衣掛大橋

## 周辺の山
- 岩籠山
- 堂山